# Louis Bruyère
Louis Bruyère (19 de mayo de 1758 - 31 de diciembre de 1831) fue un ingeniero civil francés. Profesor de la Escuela Nacional de Puentes y Caminos, director general de obras públicas de París (1809-1820) e inspector general de puentes y caminos, ejecutó el inicio de las obras del canal de Saint-Maur entre 1808 y 1811 (en parte bajo tierra), restableció la máquina de Marly y dirigió numerosas grandes obras en la ciudad de París.

## Semblanza
Louis Bruyère provenía de una familia burguesa de Lyon. Recibió formación como arquitecto antes de obtener su diploma de ingeniero en el Escuela Nacional de Puentes y Caminos de París, obteniendo su graduación en 1783.

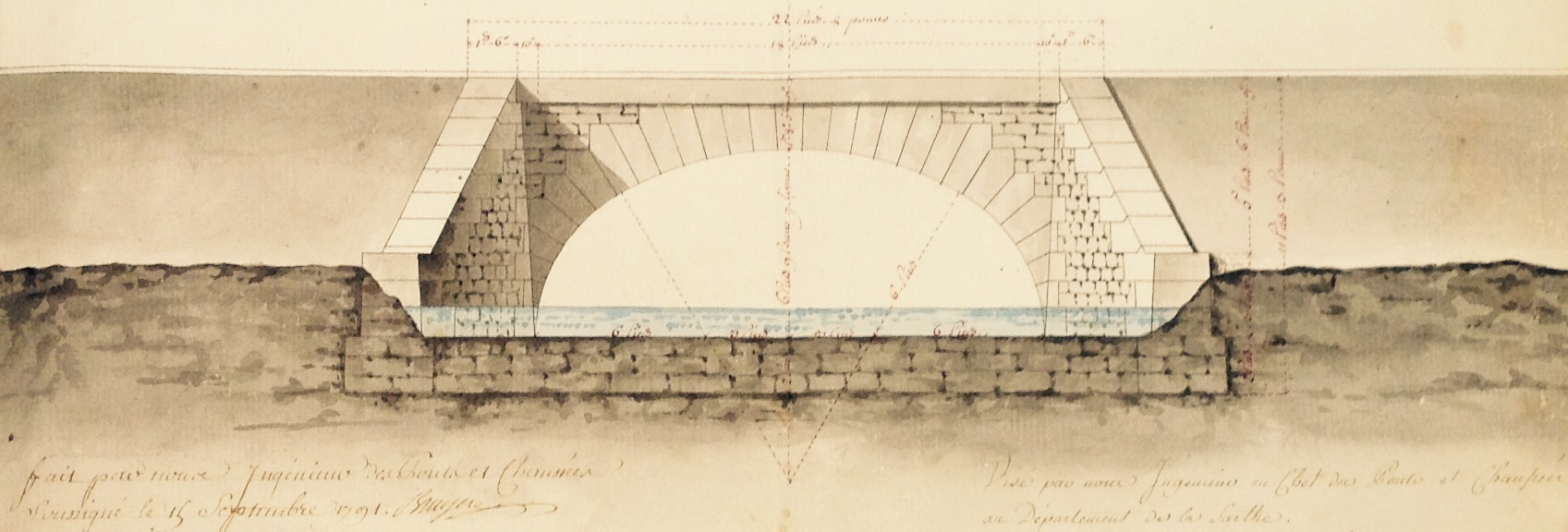
Alzado del puente de Blèves, por Louis Bruyère (1791)

Después de ser nombrado ingeniero ordinario en Tours (1786), fue destinado a Mans (1789), realizando obras de caminos y puentes en Péray, Blèves y Mamers, y donde reconstruyó el parque conocido como Quinconces des Jacobins en particular. Una calle en Mans lleva su nombre.
Se casó en 1795 con Élisabeth Le Barbier, hija del pintor Jean-Jacques-François Le Barbier. La pareja tuvo cinco hijos.
Enseñó, desde 1799 en la Escuela de Puentes y Caminos como profesor de estereotomía y del arte de las construcciones. Al mismo tiempo, se le encargó la función de secretario del Consejo General de Puentes y Caminos.
En este momento, Napoleón comenzaba a dar un poderoso impulso a toda la organización de la administración pública, y se emprendieron grandes obras de todo tipo en el vasto imperio francés.
Jean-Pierre de Montalivet, habiendo dejado la dirección general de Puentes y Caminos por el Ministerio del Interior, quiso dar a la Administración de las grandes obras civiles, que entonces se realizaban en la capital, más actividad y dinamismo. A propuesta suya, Louis Bruyère fue nombrado, por decreto imperial del 13 de enero de 1811, maître des requêtes (magistrado) del Consejo de Estado y director general de obras públicas en París. Tenía 53 años y había trabajado como ingeniero durante 25 años. 
Al poco tiempo fue nombrado Caballero del Imperio, el 2 de mayo de 1811.
El importe de los trabajos realizados bajo la dirección de Louis Bruyère ascendió a casi 60 millones de francos, incluidos 30 millones en nombre de la Alcaldía de París, para el que se construyeron los mataderos, los nuevos mercados, el almacén general de vinos, el colegio de Harcourt y el edificio de la Bolsa.
Publicó en el último año de su vida una obra bajo el título de "Études relatives à l’art des constructions" (Estudios relativos al arte de la construcción), una recopilación de los principales frutos de sus investigaciones y algunos otros escritos y, en particular, un informe sobre los medios de suministrar el agua necesaria para la ciudad de París, publicado en 1804.
Al final del año 1819, los ataques de gota a los que era propenso se habían vuelto más frecuentes y dolorosos. Renunció a las funciones de director general de Obras Públicas de París. El Ministro del Interior se negó durante varios meses a aceptar su dimisión, y fue solo el 10 de marzo de 1820 cuando una ordenanza del rey nombró a Hely-d'Oifsel en su lugar. Louis Bruyère ejerció entonces las funciones de inspector general de Puentes y Carreteras, que mantuvo hasta 1830.
Cuando dejó en 1820 sus funciones como director general de Obras de París, el Ayuntamiento reconoció los servicios que había prestado a la ciudad y le concedió una pensión vitalicia de cinco mil francos.

## Publicaciones
- "Études relatives à l’art des constructions" (Estudios relativos al arte de las construcciones), en Bance aîné, París, 1823, tomo 1' ' , 1828, volumen 2

## Reconocimientos

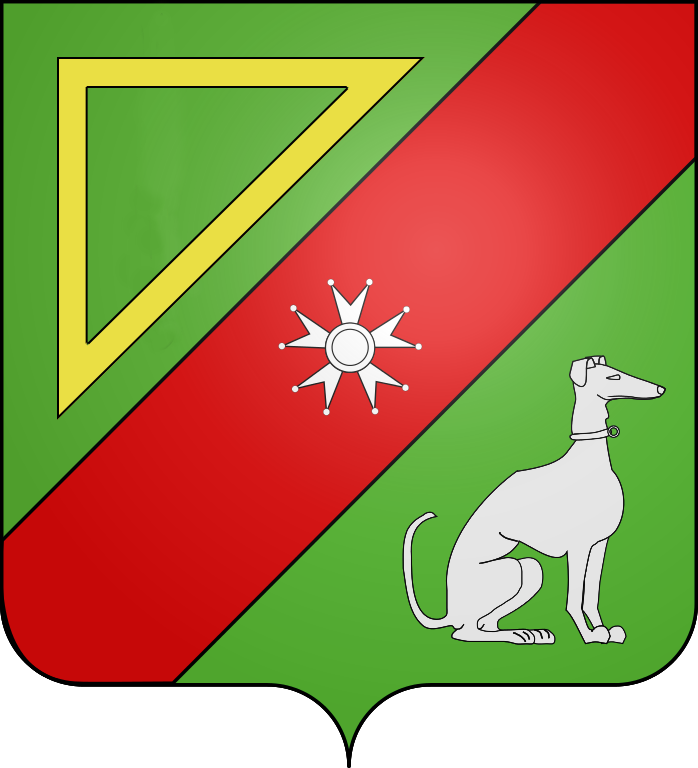
Escudo de armas de Louis Bruyère

- Nombrado Oficial de la Legión de Honor en 1814[4]